# Draba hidalgensis
Draba hidalgensis är en korsblommig växtart som beskrevs av Graciela Calderón. Draba hidalgensis ingår i släktet drabor, och familjen korsblommiga växter. Inga underarter finns listade i Catalogue of Life.